# Ainsworth (Nebraska)
Ainsworth település az Amerikai Egyesült Államok Nebraska államában, Brown megyében, melynek megyeszékhelye is. Lakosainak száma 1616 fő (2020. április 1.).

## Történelem
A települést 1883-ban parcellázták fel a vasútvonal meghosszabbításának köszönhetően és ebben az évben már be is jegyezték hivatalosan. Nevét James E. Ainsworth vasútmérnökről kapta, aki jelentős szerepet játszott a vasút Brown megyei szakaszának kiépítésében.

## Közlekedés
A településtől mindössze nagyjából 10 kilométerre található az Ainsworth regionális repülőtér.

## Népesség
A település népességének változása:

| 2010 | 1 728 |
| 2020 | 1 616 |

## A város nevezetes szülöttei
- Marvel Rea, némafilm színész[5]

## Galéria

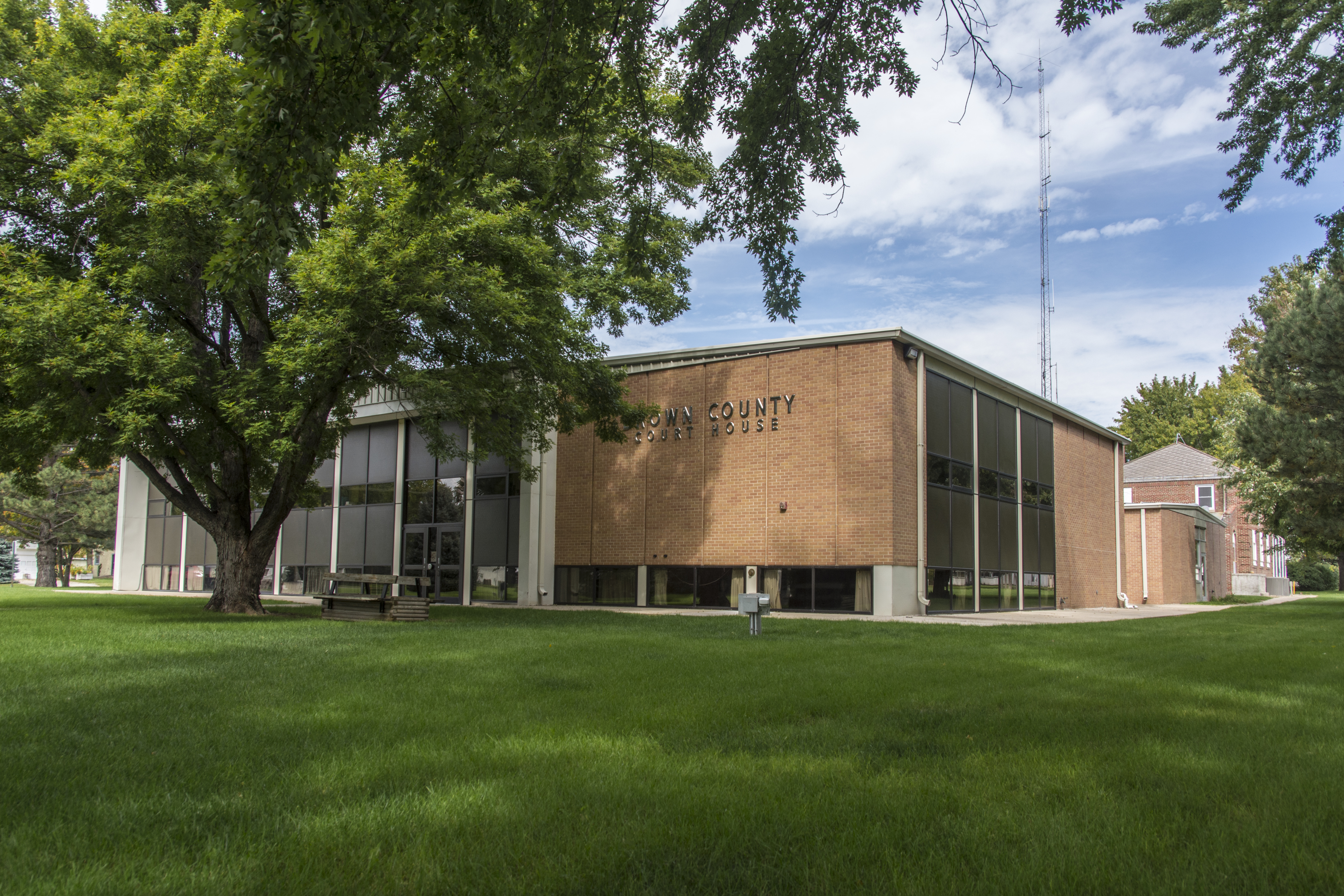
A megyei bíróság épülete, amely a városban található
Helyi motel
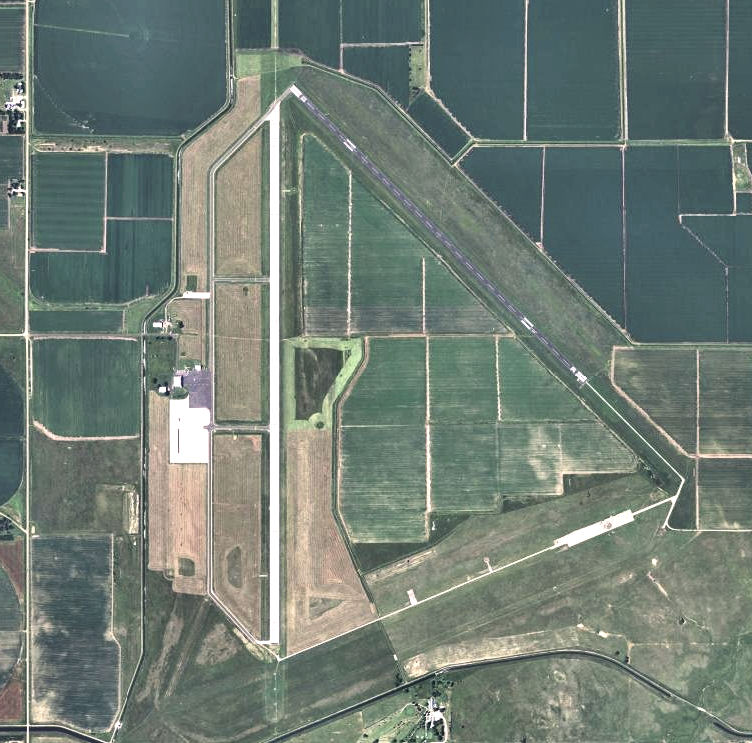
Légi felvétel a repülőtérről